# Greiffenclau

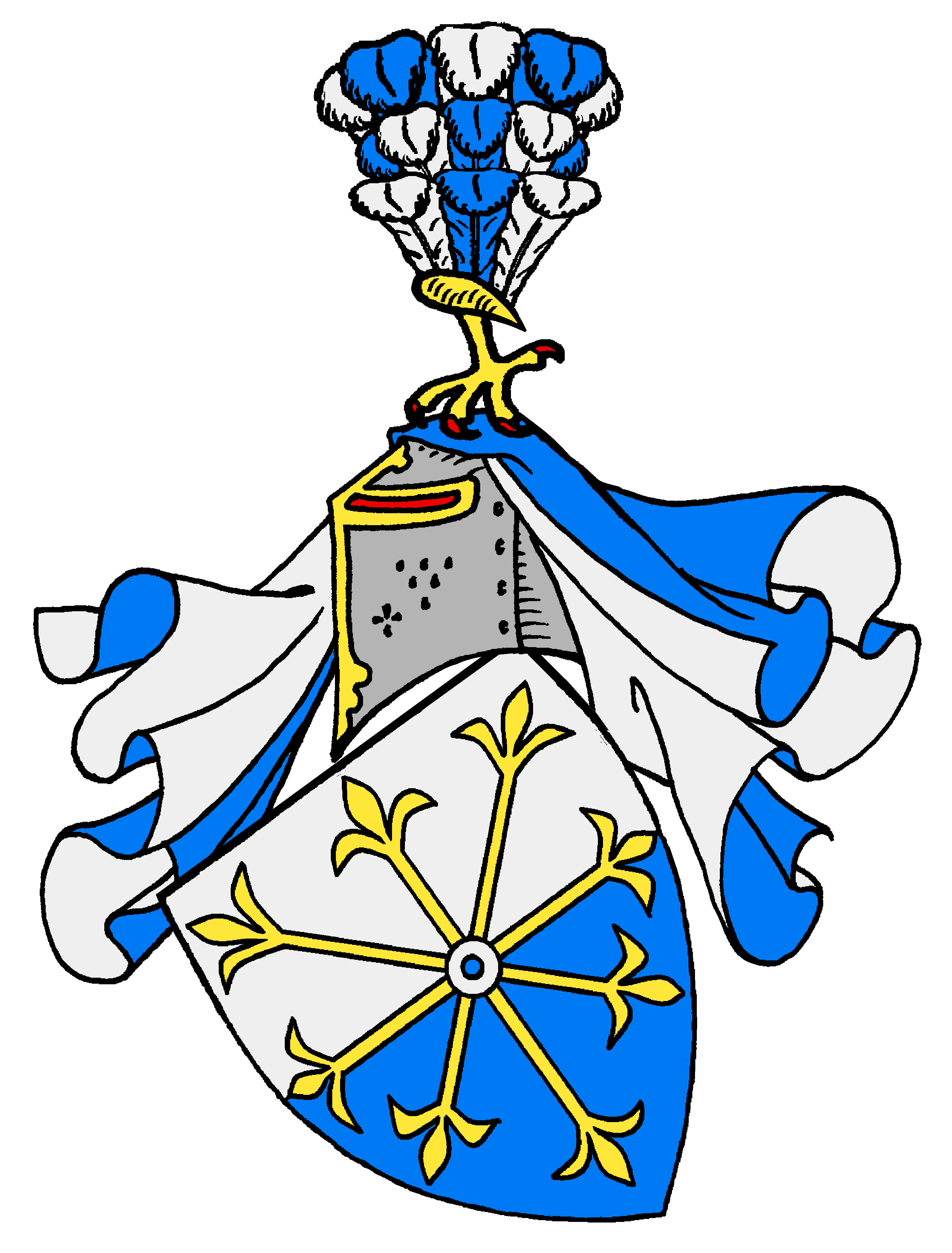
Stammwappen der Familie Greiffenclau mit der Greifenklaue als Helmzier

Greiffenclau (auch Greiffenklau oder Greiffenclau zu Vollraths) ist der Familienname eines Adelsgeschlechts aus Winkel im Rheingau im heutigen Hessen. Ursprünglich soll die Familie aus Lothringen stammen. Ab etwa 1320 war sie auf Schloss Vollrads ansässig. Durch den dortigen Weinbau gelten sie als die älteste bekannte Winzerfamilie Deutschlands. Bekannt wurde das Geschlecht durch mehrere Erzbischöfe und Kurfürsten sowie Fürstbischöfe. 

## Die Familie

### Ursprungslegende
Die Stammlinie der Familie Greiffenclau lässt sich der Legende nach bis auf die Zeit Karls des Großen zurückverfolgen, unter dem die Greiffenclaus als Ministeriale gedient haben sollen. Auf seinen Reisen von Königspfalz zu Königspfalz erkannte Karl der Große, so eine Sage, als er auf seiner Ingelheimer Pfalz für längere Zeit verweilte, dass der Schnee auf den Südhängen der gegenüber liegenden Rheinseite im Rheingau zuerst schmolz und befahl, dort Wein anzubauen. Die Greiffenclaus seien daraufhin auf die Rheingauer Seite gezogen und hätten dort das Graue Haus in Winkel erbaut.

### Geschichte

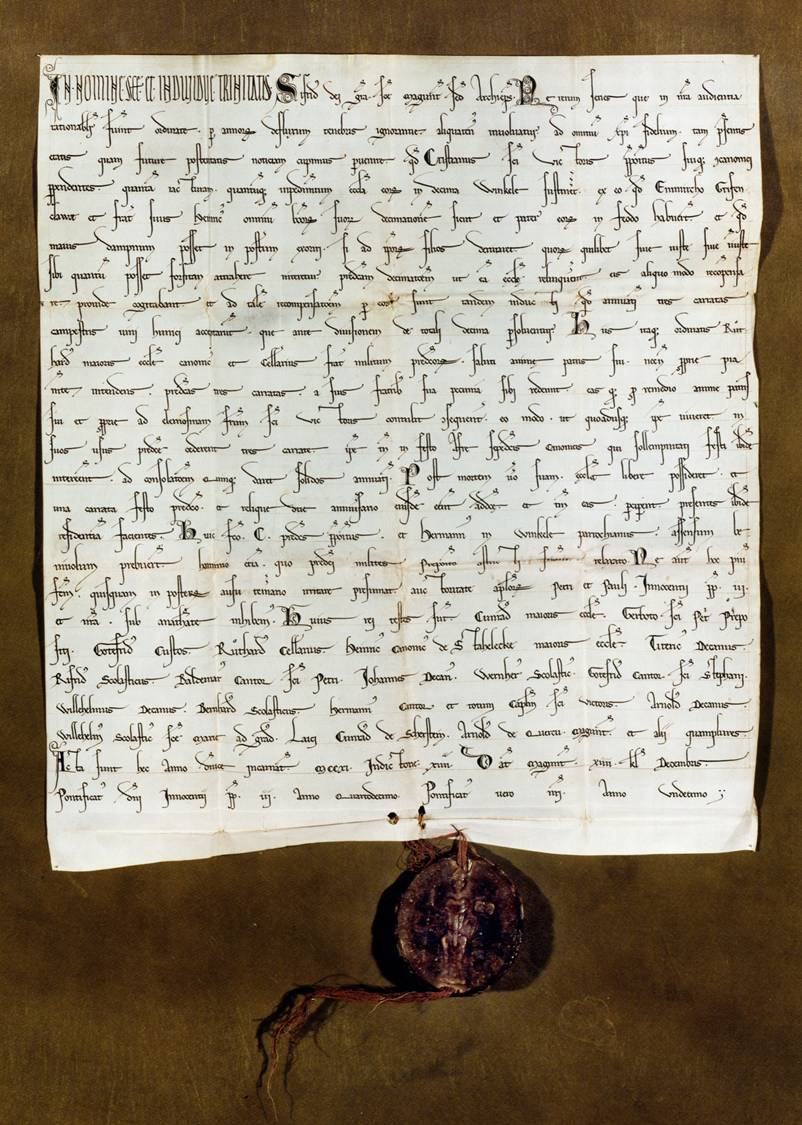
Die Älteste Weinrechnung von 1211

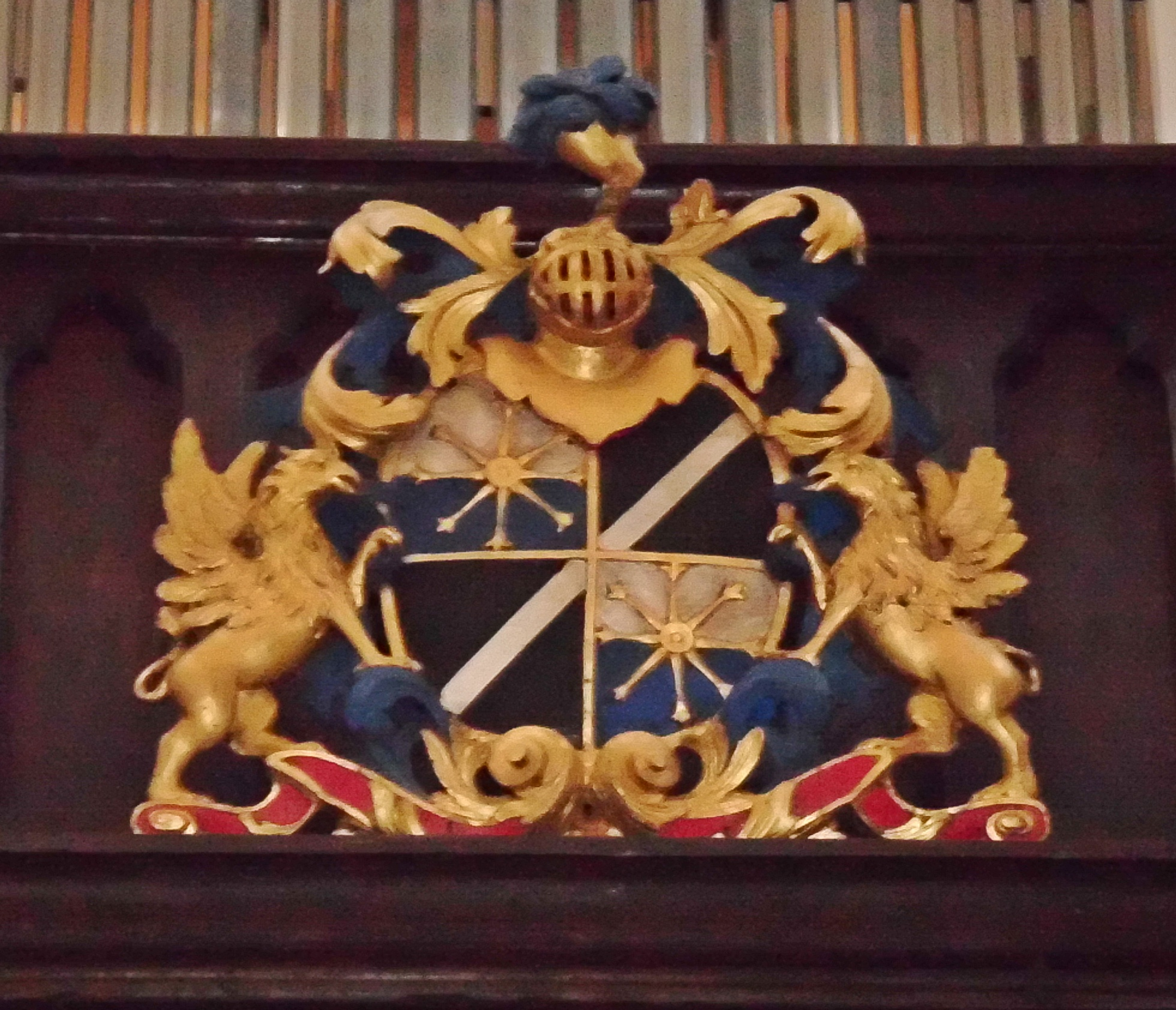
Vermehrtes Greiffenclau Wappen, kath. Kirche St. Laurentius, Gundheim (Emporenbrüstung)

Die Herren von Winkel, später nach ihrer Helmzier Greiffenclau genannt, sind seit 1191 nachgewiesen. Ein bereits 1097 Erwähnter wird ihr zugerechnet. Das Graue Haus in Winkel, vermutlich ihr erster Rittersitz, entstand nach neueren Forschungen um 1075 und zählt damit zu den ältesten romanischen Profanbauten Deutschlands. Die Greiffenclau gelten als eine der ältesten Familien Europas, die Weinbau betrieb, denn laut einer Urkunde von 1211, die als Älteste Weinrechnung gilt, verkauften Emmircho und Heinrich Grifenclawa Zehntrechte an Winzergütern gegen regelmäßige Weinabgaben an das Kloster St. Viktor vor Mainz. Nur die Familie Antinori in Florenz kann eine noch ältere Winzertradition belegen (1180).
Von 1320 bis 1997 war das Schloss Vollrads der Stammsitz der Familie, wo ebenfalls Wein angebaut wurde. Bereits 1218 wurde ein Ritter „Vollradus in Winkela“ erwähnt, 1268 ein „Conradus dictus Vollradus armiger“ (Konrad, genannt Vollradus, Schildknappe). Das Graue Haus in Winkel gehörte bis 1997 zum Besitz von Schloss Vollrads.  
In der Höchster Altstadt gibt es ein Greiffenclausches Haus, das im 17. oder 18. Jahrhundert an die Familie kam. 1664 wurde die Familie in den Reichsfreiherrenstand erhoben und 1674 wurde ihr das Hofamt eines Erbtruchsessen des Kurfürstentums Mainz verliehen.
Die Familie stellte je einen Kurfürst-Erzbischof von Trier und Mainz sowie zwei Fürstbischöfe von Würzburg. Richard von Greiffenklau zu Vollrads war von 1511 bis 1531 Erzbischof und Kurfürst von Trier. Er salbte Karl V. zum deutschen Kaiser, führte den Vorsitz am Reichstag zu Worms und gründete die Wallfahrt zum Heiligen Rock. Auch Georg Friedrich von Greiffenclau zu Vollrads, der von 1626 bis 1629 als Kurfürst-Erzbischof von Mainz amtierte, stand in enger Verbindung zum Haus Habsburg, er entwarf für Kaiser Ferdinand II. das 1629 erlassene Restitutionsedikt, das den Dreißigjährigen Krieg beeinflusste. Maria Ursula von Greiffenclau zu Vollraths heiratete 1635 Philipp Erwein von Schönborn, den Bruder des Mainzer Erzbischofs Johann Philipp von Schönborn. Aus der Ehe gingen 12 Kinder hervor, darunter Lothar Franz von Schönborn, der 1693 Fürstbischof von Bamberg und 1695 Erzbischof von Mainz wurde. Als er 1699 mit Unterstützung des Kaisers auch noch Fürstbischof von Würzburg werden wollte, setzte sich jedoch sein Cousin Johann Philipp von Greiffenclau zu Vollraths durch; dieser amtierte bis zu seinem Tod 1719. Während der „Greiffenclau-Zeit“ entfaltete er eine rege Bautätigkeit in Würzburg. Ab 1705 ließ er auf einem privat erworbenen Gut das Schloss Gereuth als barocken Landsitz erbauen, das die Greiffenclaus erbten und 1815 verkauften. Johann Philipps Neffe Karl Philipp von Greiffenclau zu Vollrads wurde 30 Jahre nach dem Tod seines Onkels zum Fürstbischof von Würzburg gewählt und amtierte von 1749 bis 1754. Der frühere Rektor der Universität Mainz förderte die Würzburger Universität. Er ließ die Würzburger Residenz durch Balthasar Neumann vollenden.
Mit Freiin Sophie von Greiffenclau (1824–1909), Fideikommissherrin auf Vollrads, erlosch die Familie im eigenen Stamm. Der Name der Greiffenclau lebte jedoch über ihre Kinder fort, da ihrem Ehemann Graf Hugo von Matuschka-Greiffenclau aus dem böhmisch-schlesischen Adelsgeschlecht Matuschka 1862 eine Namen- und Wappenvereinigung zugestanden wurde. Schloss Vollrads blieb im Besitz der Grafen Matuschka-Greiffenclau, bis 1997 Erwein Graf Matuschka-Greiffenclau durch Freitod starb, nachdem die Nassauische Sparkasse einen Konkursantrag gegen ihn gestellt hatte. Die Naspa übernahm danach das Schloss und Weingut und besitzt es bis heute. Ein Neffe Erweins, der Unternehmer Markus Graf Matuschka-Greiffenclau, zog mit seiner Familie in die Schweiz, wo er 2020 das Schloss Hauptwil kaufte; er erwarb auch ein Weingut in der Charente. 

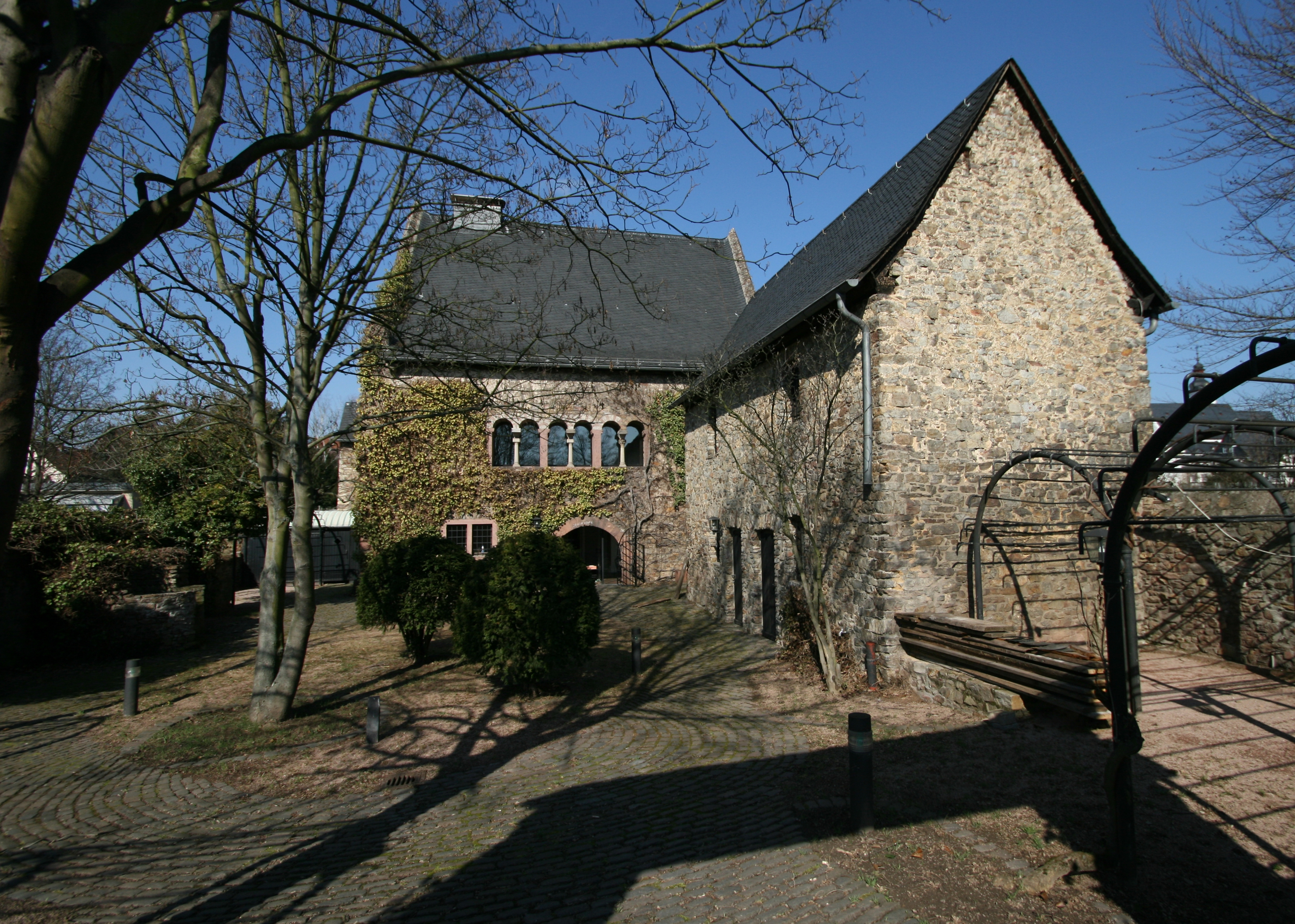
Graues Haus (Oestrich-Winkel)
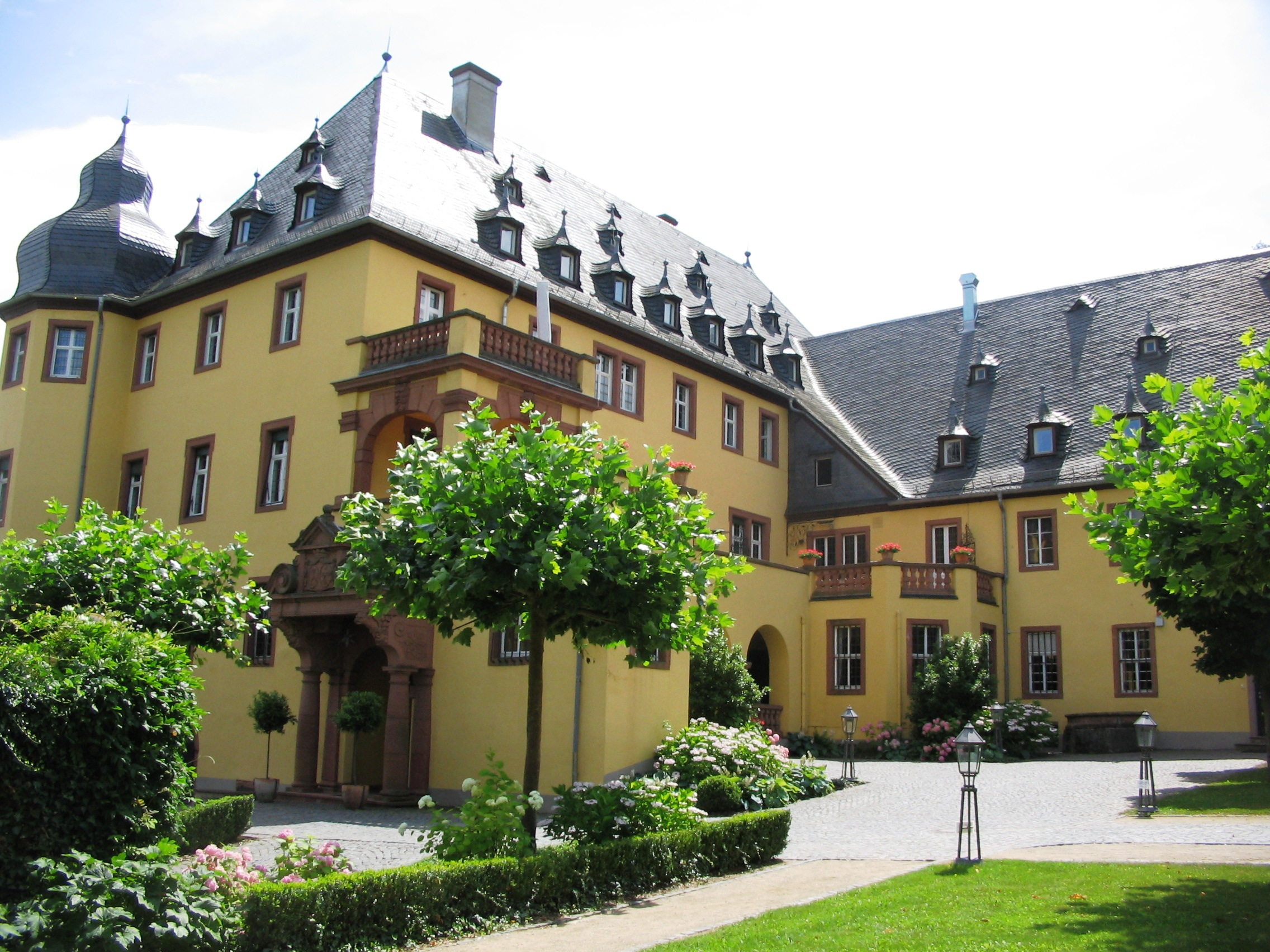
Schloss Vollrads
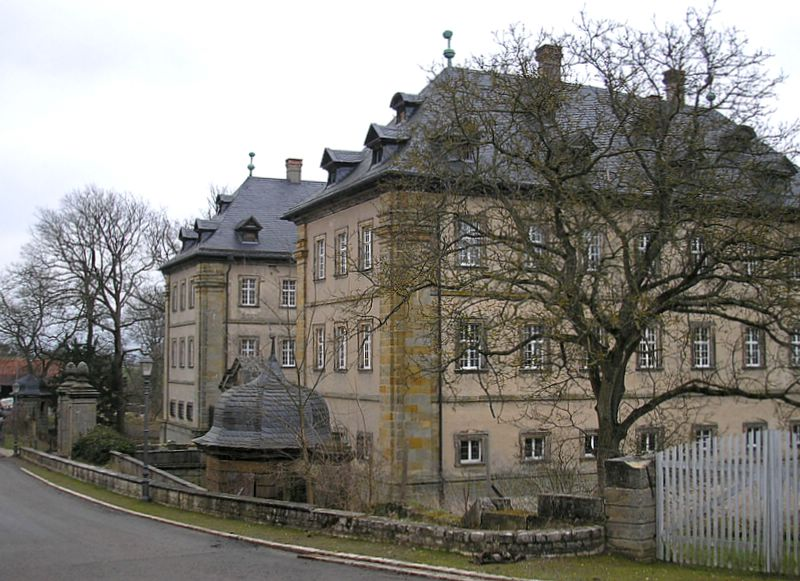
Schloss Gereuth
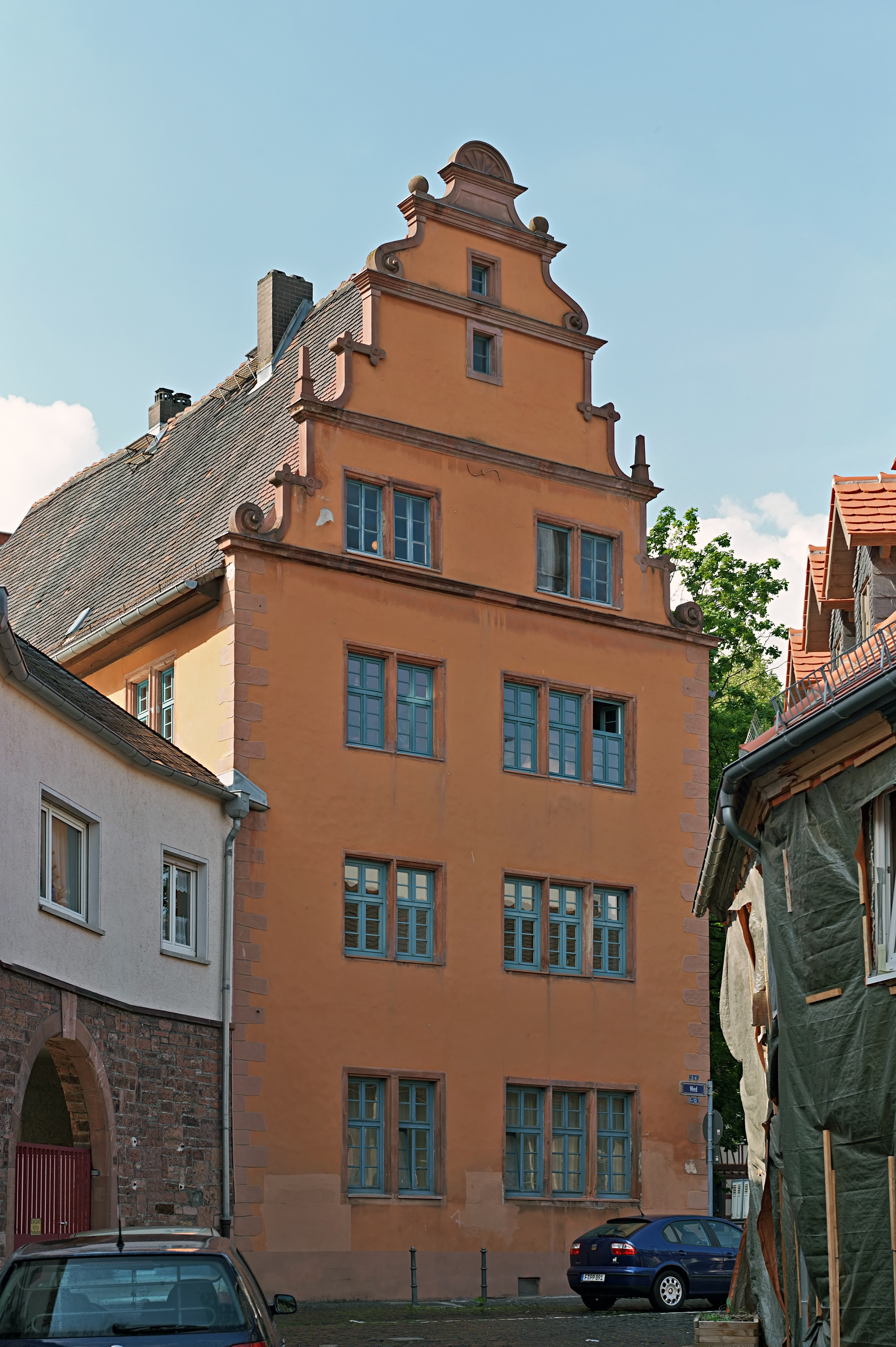
Greiffenclausches Haus in Frankfurt-Höchst
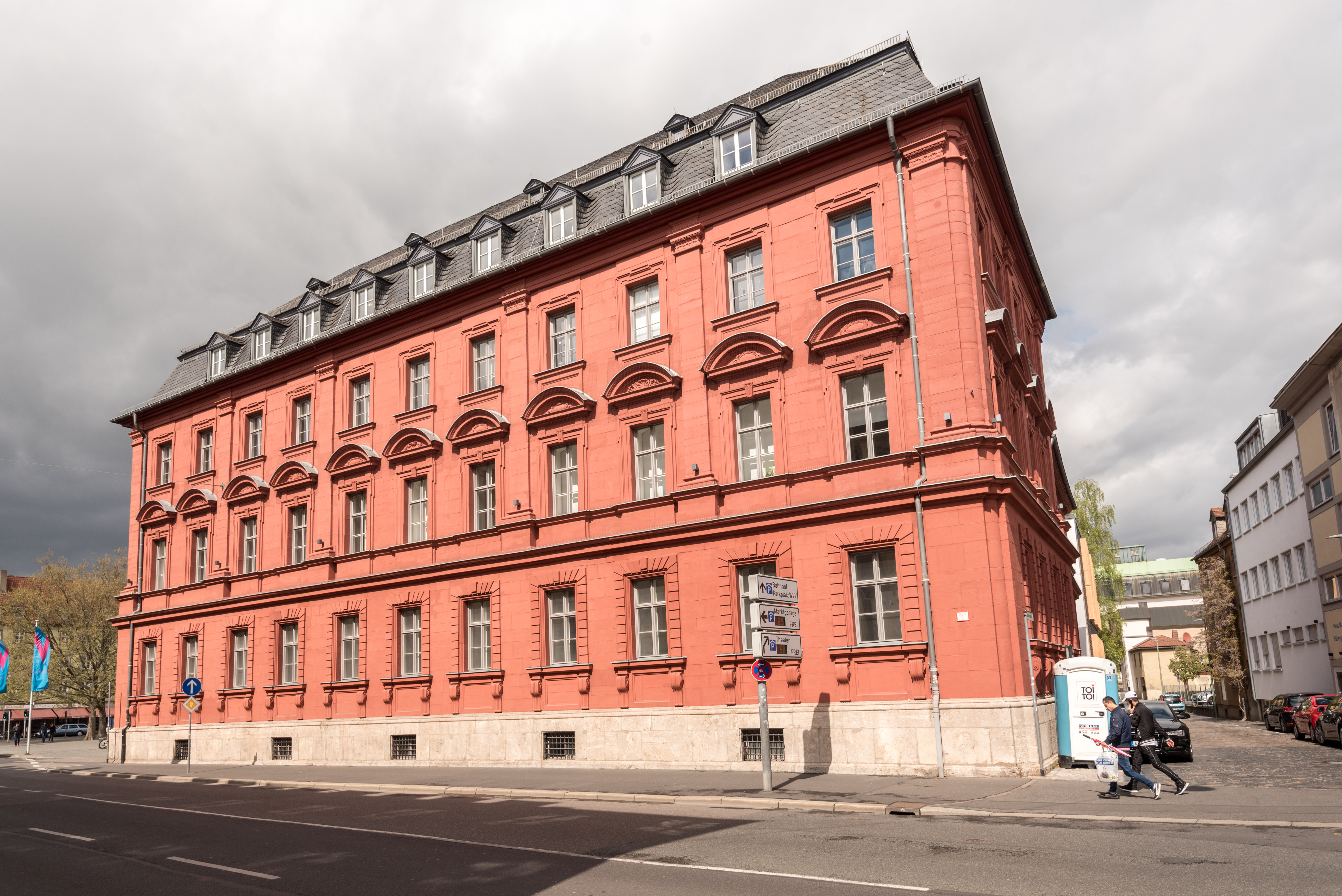
Palais der Familie Greiffenclau in Würzburg, erbaut um 1708

## Familienwappen
Das Stammwappen Greiffenclau zu Vollraths zeigt ein goldenes Glevenrad (ein außen sternförmig mit acht goldenen Lilienzeptern besteckter silberner Ring) im silbern-blau geteiltem Feld. Das vermehrte Wappen zeigt zusätzlich den silbernen Schräglinksbalken in schwarzem Feld der Herrschaft Ippelbrunn, der bei Siebmacher jedoch als Schrägrechtsbalken dargestellt wird, da das ganze Wappen einwärtsgekehrt ist. Auf dem Helm mit blau-silbernen Decken als redende Helmzier ein rotbewehrter goldener Greifenschenkel („Greifenklaue“), am Schnitt mit einem Busch von 13 (5:5:3) abwechselnd silberne und blaue Straußenfedern besteckt.
Schildhalter sind unter anderem in einem alten Wappenrelief am Schloss Vollrads, auch am Schloss Gereuth, zwei Greifen.

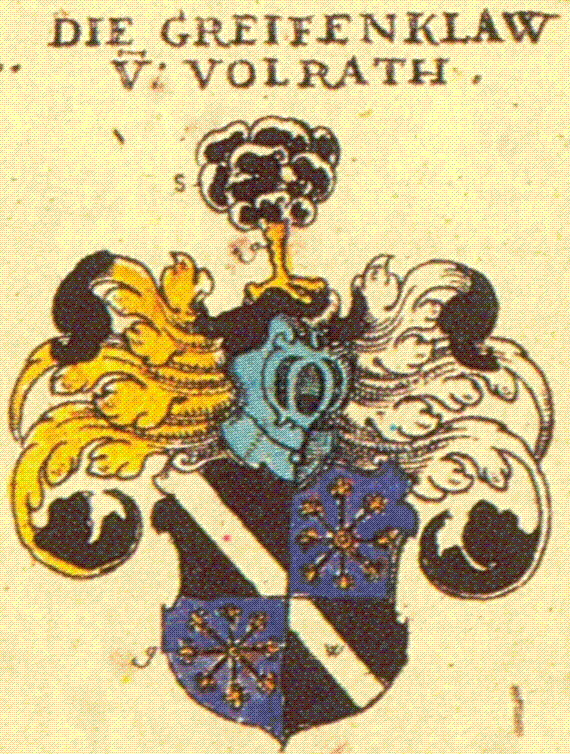
Gemehrtes Wappen im Siebmacher (um 1600)
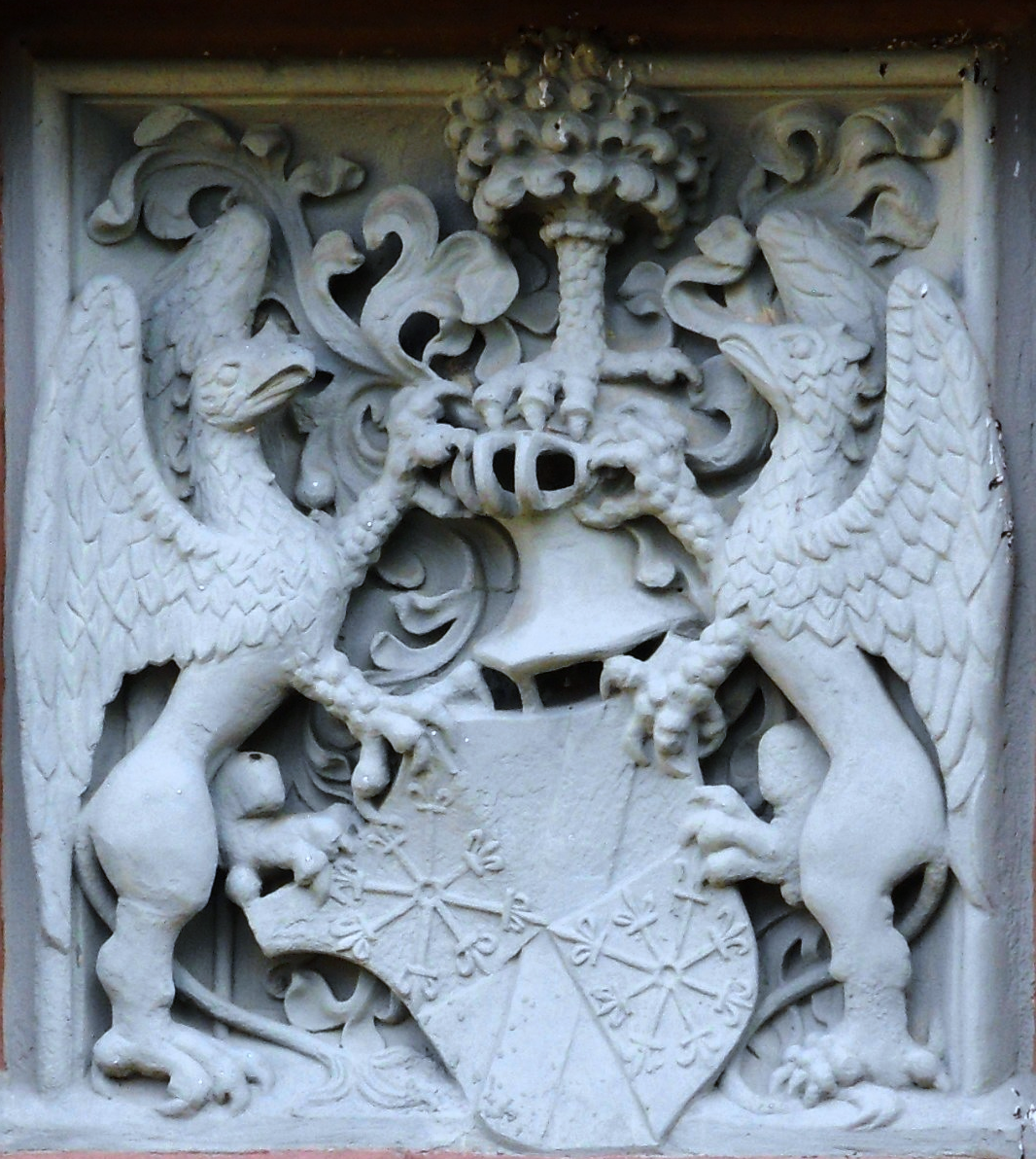
Gemehrtes Wappen der Greiffenclau am Schloss Vollrads
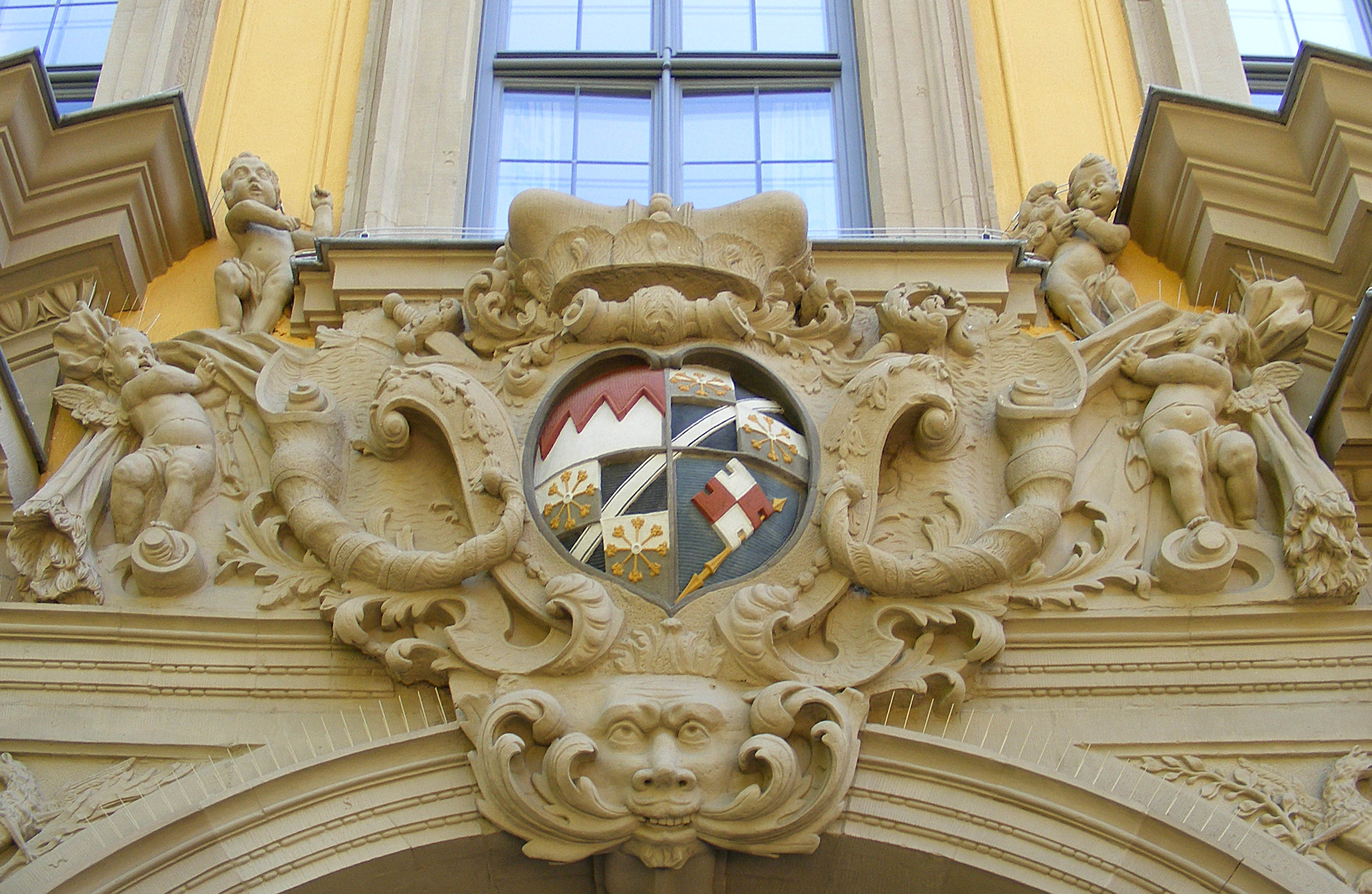
Wappen am Juliusspital in Würzburg
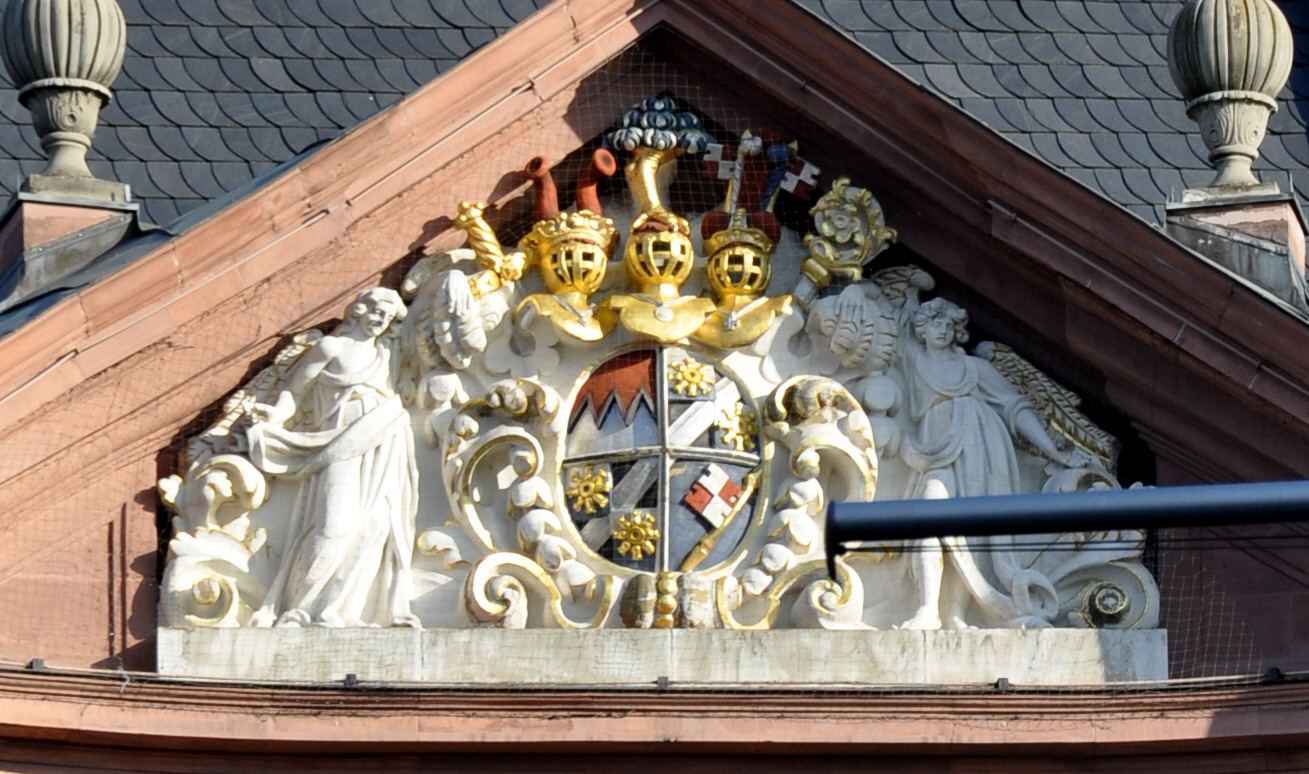
Wappen des Bischofs Johann Philipp am Kollegiatstift Neumünster in Würzburg
Greifenklaue im Wappen von Gundheim

## Bedeutende Personen
Viele bedeutende Persönlichkeiten, darunter Erzbischöfe und Kurfürsten von Mainz und Trier und Fürstbischöfe von Würzburg gingen aus der Familie Greiffenclau-Vollraths hervor, zum Beispiel:
- Friedrich von Greiffenclau (1401–1462), Ritter, Kämpfer gegen die Türken, als Witwer Franziskaner
- Richard von Greiffenklau zu Vollrads, Erzbischof und Kurfürst von Trier (1511–1531)
- Friedrich von Greiffenclau zu Vollrads, zweiter Statthalter Erfurts, ab 1674 Vicedominus im Rheingau
- Georg Friedrich von Greiffenclau zu Vollrads, Erzbischof und Kurfürst von Mainz (1626–1629), „Vater des Restitutionsedikts“
- Georg Philipp von Greiffenclau, Oberamtmann, Vater von Johann Philipp (1620–1689)
- Philipp Karl Greiffenclau zu Vollrads (1735–1823), Oberamtmann
- Otto Philipp von Greiffenclau zu Vollrads (1777–1860), Abgeordneter
- Johann Philipp von Greiffenclau zu Vollraths (1652–1719), Fürstbischof von Würzburg und Herzog in Franken (1699–1719)
- Johann Erwein von Greiffenclau-Vollrads (1663–1727), Vizedom des Rheingaus, Friedberger Burggraf
- Adolph von Greiffenclau-Vollraths (* 1727 zu Mainz, † daselbst 1763); Herr zu Gundheim in Rheinhessen, seit 1745 kurfürstlich mainzischer Kämmerer und 1753 Kurmainzer Hof- u. Regierungsrat; Ritterhauptmann und Direktor der unmittelbaren, mittelrheinischen Ritterschaft in der Wetterau
- Philipp Karl Greiffenclau zu Vollraths (1735–1823), Geheimrat und Oberamtmann
- Karl Philipp von Greiffenclau zu Vollrads (1690–1755), Fürstbischof von Würzburg und Herzog in Franken (1749–1754)
- Hugo Graf von Matuschka-Greiffenclau (1822–1898), Besitzer des Weingutes Schloss Vollrads und Politiker
- Guido Graf von Matuschka-Greiffenclau (1847–1924), deutscher Verwaltungsbeamter, Hofbeamter und Besitzer des Weingutes Schloss Vollrads
- Richard Graf Matuschka-Greiffenclau (1893–1975), deutscher Politiker (CDU), Besitzer des Weingutes Schloss Vollrads, Ehrenpräsident und Präsident des Deutschen Weinbauverbandes
- Erwein Graf Matuschka-Greiffenclau (1938–1997), Besitzer des Weingutes Schloss Vollrads, Präsident des Verbands Deutscher Prädikatsweingüter (VDP) und Präsident des Rheingauer Weinbauverbandes

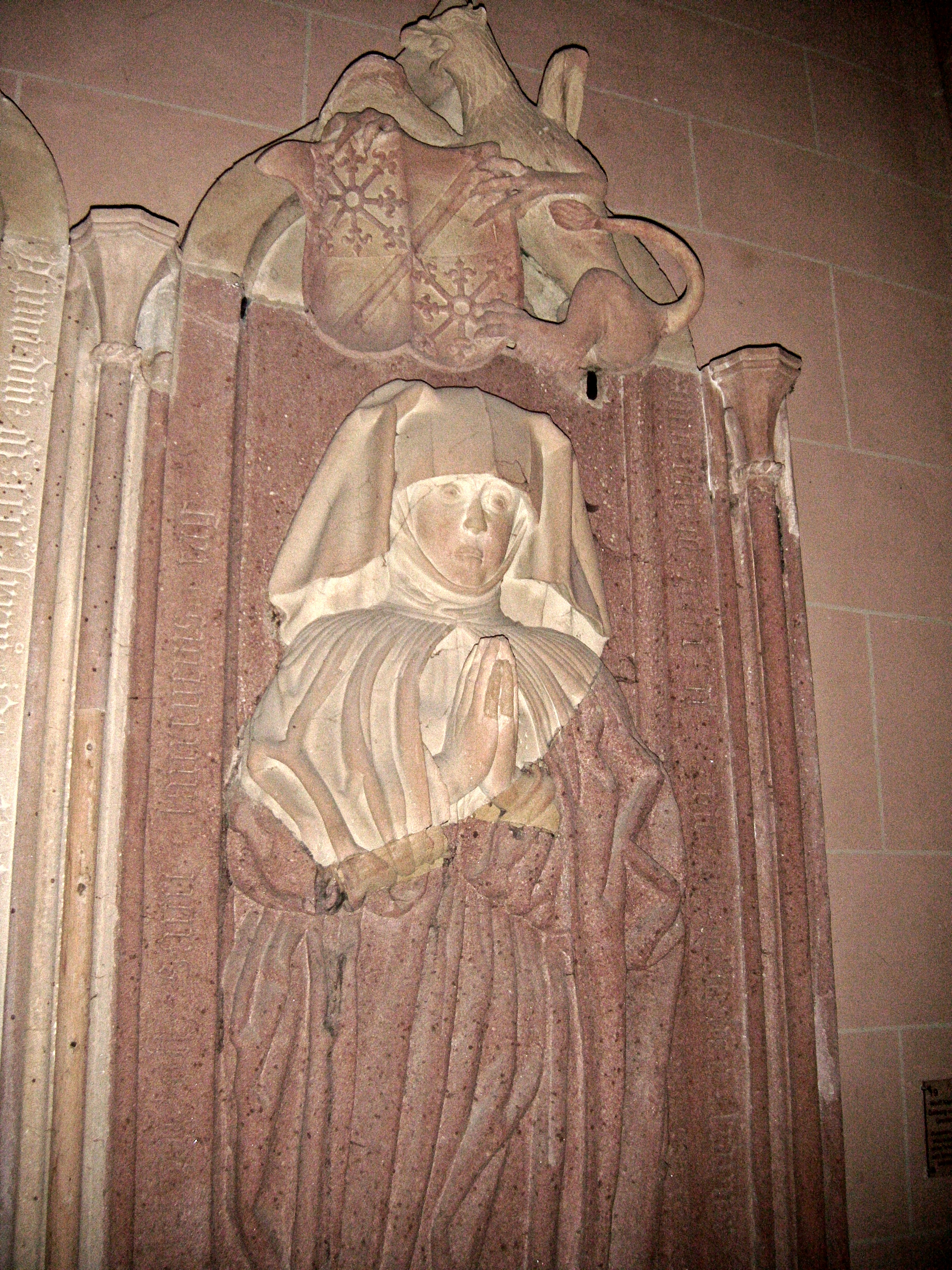
Gertrud von Dalberg geb. von Greiffenclau († 1502), Tochter des Friedrich von Greiffenclau, auf ihrem Epitaph in der Katharinenkirche Oppenheim
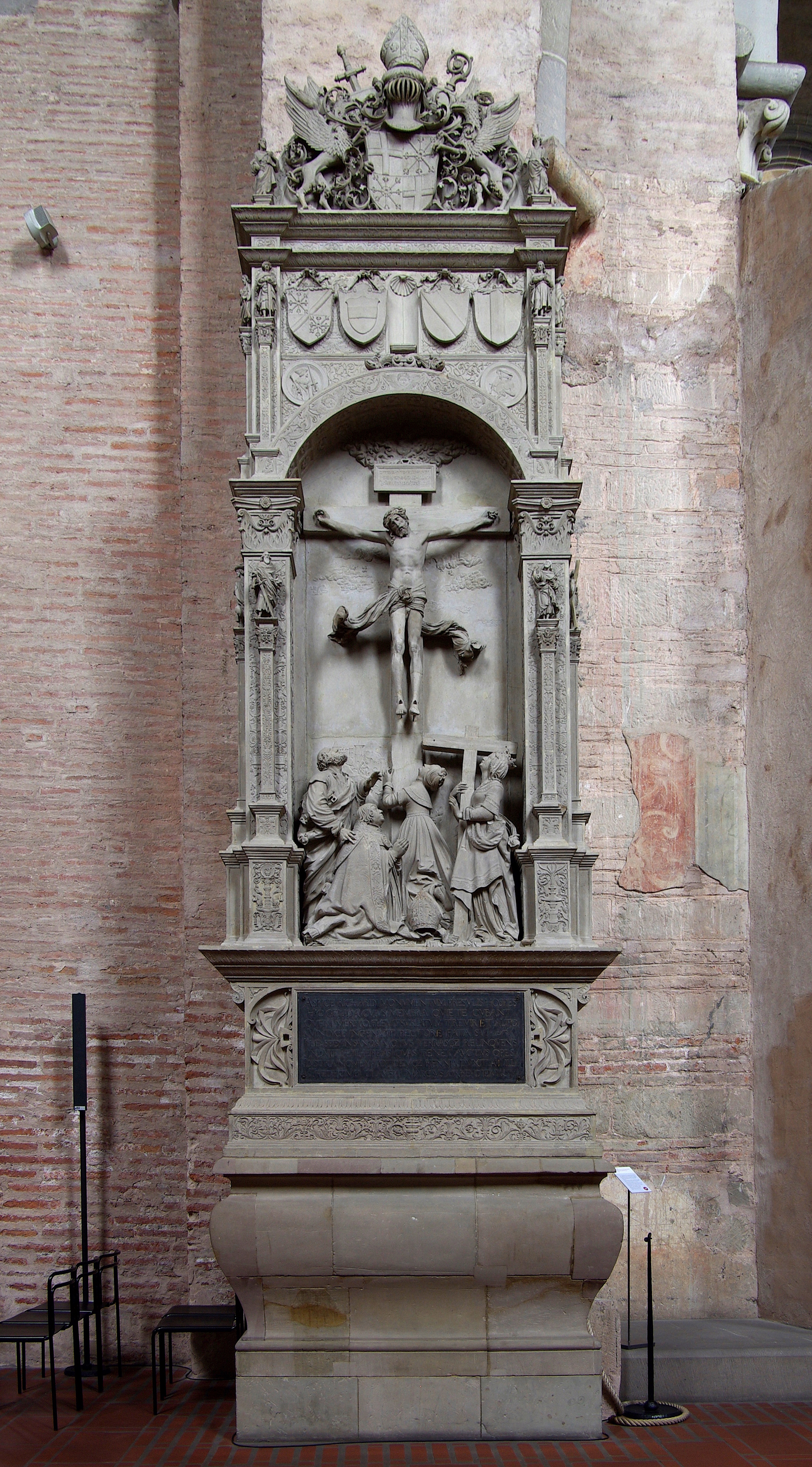
Grabaltar des Richard von Greiffenklau zu Vollrads, Erzbischof und Kurfürst von Trier (1511–1531) im Trierer Dom
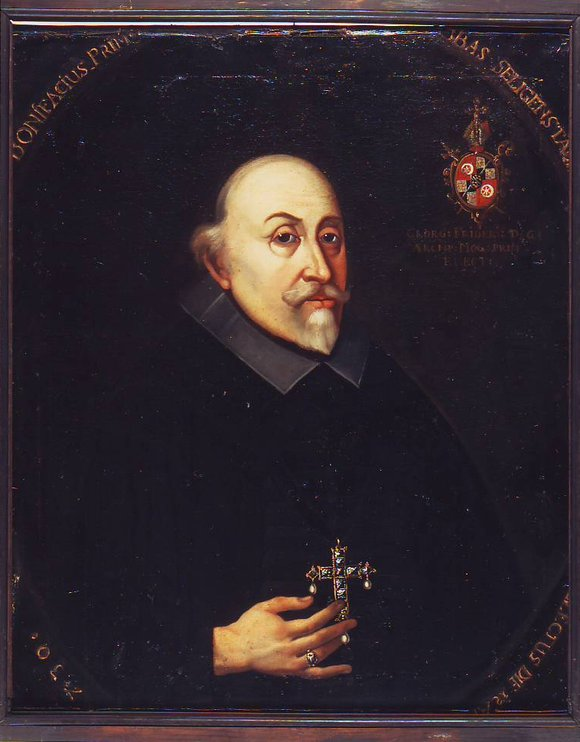
Georg Friedrich von Greiffenclau zu Vollrads, Erzbischof und Kurfürst von Mainz (1626–1629)
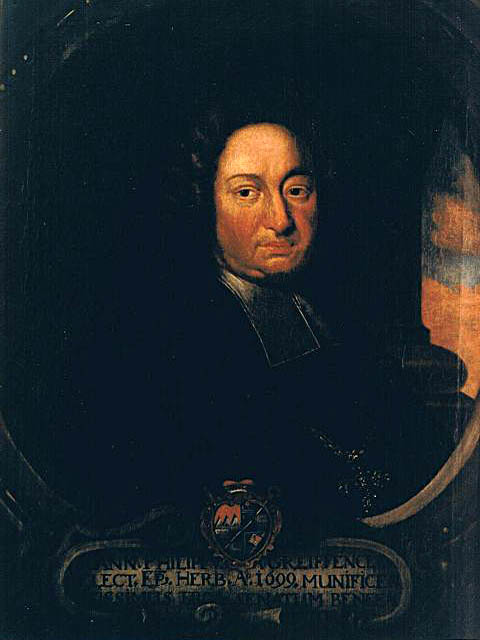
Johann Philipp von Greiffenclau zu Vollraths, Fürstbischof von Würzburg und Herzog in Franken (1699–1719)
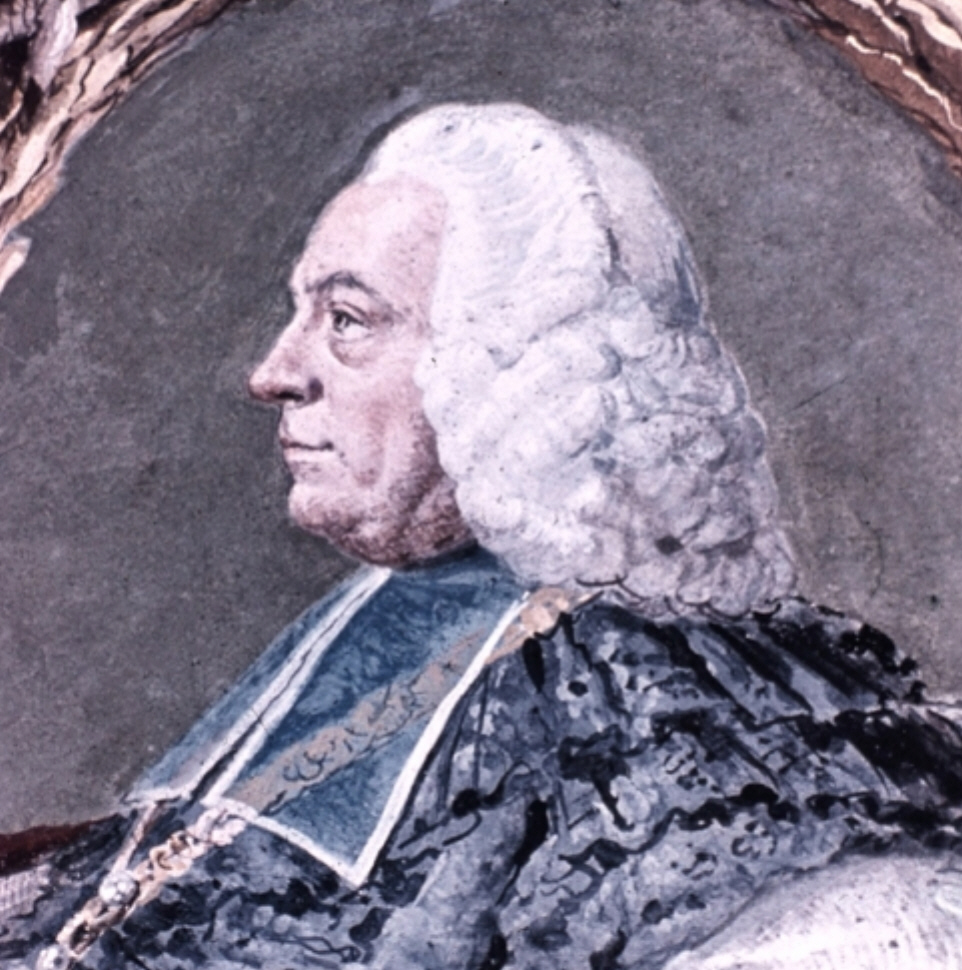
Karl Philipp von Greiffenclau zu Vollrads, Fürstbischof von Würzburg und Herzog in Franken (1749–1754); Deckengemälde-Porträt von Giovanni Battista Tiepolo in der Würzburger Residenz